# Nevera de Cuatro Caminos (Villamalur)
La Nevera Cuatro Caminos es un depósito de nieve ubicado en la vertiente noreste de la zona conocida como Mas de Taire, en la provincia de Castellón, España.
Está catalogada como Bien de Relevancia Local, con la categoría de Espacio etnológico de interés local, según la Disposición Adicional Quinta de la Ley 5/2007, de 9 de febrero, de la Generalitat, de modificación de la Ley 4/1998, de 11 de junio, del Patrimonio Cultural Valenciano (DOCV Núm. 5.449 / 13/02/2007).

## Historia
Los depósitos de nieve surgen de la necesidad de contar con hielo, en una época en la que todavía no se disponía de la tecnología apropiada para obtenerlo de modo artificial. Es así, como los lugares altos, en los que abunda la nieve se convirtieron en las zonas más adecuadas para construir grandes depósitos destinados a mantener la nieve cuanto más tiempo posible mejor y poder disponer de ella cuando fuera más necesaria, además de poder comerciar con ella, puesto que el precio de la nieve era elevado en aquellos lugares en los que no se podía obtener de modo natural.
La nevera data, aproximadamente, del siglo XVII, momento en el que el comercio de la nieve estaba en auge en la Península, lo cual llevó a la creación de una auténtica red de depósitos de almacenamiento que incluso podían presentar  servidumbres.
Este nevero puede documentarse al menos desde la publicación del  Diccionario de Madoz, con el nombre de “Nevera de Onda”.
Cuando a finales del XIX y principios del XX, llega a nuestro país, tanto el hielo artificial, como  la tecnología necesaria para  su fabricación, el uso de estas neveras desaparece.

## Descripción
El acceso a la nevera se hace desde la carretera que une las poblaciones de  Matet y Villamalur,  hay que tomar un desvío en el collado intermedio y seguir por una pista en dirección sureste. Una vez se llega al cruce de Cuatro Caminos hay que continuar dirección este hasta llegar a un collado que se sitúa entre dos cotas secundarias de 900 metros que constituyen parte de la cabecera del Barranco Tajo.
La nevera es un depósito de planta circular con un diámetro exterior de 11 metros de lado. Se encuentra prácticamente sumergido en el terreno, presentando tan solo en la parte suroeste un pequeño sector exento, que  se hace  de mayor altura en la zona noreste.
Los muros, de fábrica de mampostería, con mampuestos labrados a una sola cara, de piedra caliza y mortero, utilizando para la construcción de los mismos la técnica de relleno de tapial (el tapial es el encofrado propio de la tapiería, que a su vez es la fábrica elaborada in situ, sobre todo para levantar muros, consistente  en  uno o varios materiales adecuados que se vierten y compactan ordenadamente en el interior de un encofrado) .
Interiormente su diámetro es de 9,6 metros y la profundidad a la que llega es de 10,60 metros, lo cual permite un almacenamiento de unos 800 metros cúbicos de nieve.
La cubierta, hoy desaparecida, estaba apoyada sobre unos grandes y paralelos arcos (de sección rebajada, presentaban 8 sillares en las dovelas centrales), de los cuales uno de ellos está derruido, pudiéndose apreciar tan solo los vanos, en los que se ubicaban los estribos (los estribos del arco que se conserva están a 4,30 metros sobre el actual nivel del fondo del pozo, que no tiene porqué ser el mismo que cuando estaba en uso), de los muros.
Por los restos que quedan, se supone que la cubierta estaba apoyada, mediante diafragmas hechos de mampostería, sobre los arcos mencionados anteriormente, y todo ello debía estar cubierto de tejas, lo cual queda reforzado por la existencia de numerables restos de este material que se encuentran en el entorno de la nevera.
Para poder acceder al interior del depósito existían diversas puertas. Puede observarse una puerta situada al sur, que situada a nivel de la ladera, se conserva en mal estado, quizás por el deterioro producido por el tiempo y el arrastre de las lluvias que ha afectado el estado de conservación de los muros. Por su parte hay otro acceso en la parte norte, al que se llega a través de una trinchera construida alrededor del nevero. Esta puerta norte, de sección abocinada, con un arco, sobre la que se puede ver un tronco que atraviesa el muro y sobresale en el interior, de donde se colgaba la polea con la que se extraía la nieve; está a unos 3,30 metros de altura respecto al nivel actual del fondo, al que se puede acceder  utilizando como bajante los fragmentos de roca desplazados por la corriente o por los agentes atmosféricos que se han depositado, dado origen a una  pendiente.